# جاي د. جيبس
جاي د. جيبس (بالإنجليزية: J. D. Gibbs)‏ هو مالك فريق ناسكار ‏ أمريكي، ولد في 21 فبراير 1969 في موكسفيل في الولايات المتحدة، وتوفي في 11 يناير 2019.

## وصلات خارجية
- جاي د. جيبس على موقع Racing-Reference.info (الإنجليزية)